# Ampulex varicolor
Ampulex varicolor är en  stekelart som beskrevs av Rowland Edwards Turner 1919.
Ampulex varicolor ingår i släktet Ampulex och familjen Ampulicidae. Inga underarter finns listade i Catalogue of Life.